# فرقة العدالة النخبة
فرقة العدالة النخبة Justice League Elite عبارة عن سلسلة كوميكس محدودة شهرية من أثني عشر عدد من دي سي كوميكس في عام 2004 و 2005.
تم إنشاء العنوان بواسطة الكاتب جو كيلي وبينسيلير ودوغ ماهنك.

تشكلت فرقة العدالة النخبة للقيام بالعمليات السوداء التي لن تكون مقبولة بالنسبة لفرقة العدالة الأمريكية لـ«تلطيخ أيديهم».
«فرقة العدالة النخبة لا تعاقب-بالضبط، ولا تسأل ولا تخبر وحدة العمليات السرية -- تم تشكيلها حديثاً لمطاردة والقضاء على التهديدات الطبيعية الخارجية إلى الأرض قبل أن تشاع بين الناس.» (الملفات السرية وأصول فرقة العدالة الأمريكية 2004)
تشكل الفريق في نهاية فرقة العدالة الأمريكية #100 من أكثر من تجسد ثنائي من النخبة (فقط دون القبعة) وأعضاء من فرقة العدالة الأمريكية وأثنين من الجواسيس/القتلة.
مكان عملهم خارج سامرسيت، نيو جيرسي.

## الأعضاء
- الأخت المتفوقة، شقيقة أول قائد للنخبة مانشستر الأسود، ترى بأنضمامها للنخبة كوسيلة للتكفير عن إجراءات أخيها.
- كولدكاست، العضو الأصلي الوحيد من النخبة في JLE، وألهم من قبل سوبرمان للقتال من أجل الحق بعد إجراءاته السابقة في النخبة.
- مانغيري، أنضم مع سلاح حضانة فضائي (عبد سابق للأخت غيبوبة) التي قادها جنونها، الآن في سجن المتحولون.
- مانيتو الغراب وزوجته داون (الذي يصبح في وقت لاحق مانيتو داون بعد وفاة زوجته)، بوصفه خبير السحر في الفريق.
- السهم الأخضر (أوليفر كوين)، يخدم كخبير تكتيكي للفريق والجناح الأيسر، عادة ما ينسق المعارك من قاعدته; وكان في علاقة قصيرة مع داون.
- البرق (والي ويست) يعمل في النخبة بعد الأحداث الأخيرة التي تسببت له في السؤال حول سياسة الفرقة على ردة الفعل على التهديدات فقط؛ كان عضواً في كلا الفريقين في آن واحد، ولكنه يستخدم زيه المظم الجديد، فقط مع النخبة.
- الكارثة الكبرى شرير سابق تم إصلاحه وأنضم إلى فرقة العدالة.
- كازومي، مغتالة يفترض بأنها قد قتلت مئتا رجل عندما كانت في السادسة عشرة من عمرها، ولكنها في الواقع عميلة سرية لباتجيرل (كاساندرا كاين) أرسلت من قبل باتمان لرصد النخبة.
- نايف الشيخ، خبير تجسس عربي تم إحضاره من قبل فيرا السوداء لأنها آمنت في كراهيته ضد المتحولين التي ستبقيه في الفريق.

## الطبعات
ظهرت المجموعة في مجموعتين من كتب الجيب:
- فرقة العدالة النخبة:
  - المجلد 1 (يجمع: أكشن كوميكس #775, JLA #100, JLA الملفات السرية 2004وفرقة العدالة النخبة #1-4, 208 صفحة، 2005, تيتان (ردمك 1-84576-191-X), DC (ردمك 1-4012-0481-3))[1]
  - المجلد 2 (تجمع فرقة العدالة النخبة #5-12, 192 صفحة، 2007, تيتان (ردمك 1-84576-632-6), DC (ردمك 1-4012-1556-4))[2]

## وصلات خارجية
- Details of the 12 issue limited series نسخة محفوظة 27 سبتمبر 2007 على موقع واي باك مشين.
- Review of Justice League Elite #1
- Not Just the JLA: Joey Kelly on JLA Elite, Newsarama, July 6, 2004
- Joseph League Elite – Joey Kelly Talks JLE, Comic Book Resources, September 20, 2004